# Exophiala jeanselmei
Exophiala jeanselmei är en svampart som först beskrevs av Langeron, och fick sitt nu gällande namn av McGinnis & A.A. Padhye 1977. Exophiala jeanselmei ingår i släktet Exophiala och familjen Herpotrichiellaceae.   Inga underarter finns listade i Catalogue of Life.